# Charles Barclay (MP)
Charles Barclay (26 de dezembro de 1780 - 5 de dezembro de 1855) de Bury Hill, Surrey, foi um cervejeiro e proprietário de terras britânico, que também serviu como membro conservador do Parlamento por Southwark (1815-1818), Dundalk (1826–1830) e West Surrey (1835–1837). Intimamente relacionado às dinastias de banqueiros Barclay e (por meio de sua mãe) Gurney, ele veio de uma proeminente família quaker e era primo da reformadora social Elizabeth Fry.